# Distretto di San Juan de Lurigancho
Il distretto di San Juan de Lurigancho è un distretto del Perù che appartiene geograficamente e politicamente alla provincia e dipartimento di Lima ed è situato a nord est della capitale peruviana.

## Capoluogo
Il capoluogo è San Juan de Lurigancho.

## Data di fondazione
Il distretto è stato istituito il 13 gennaio 1967.

## Distretti confinanti
Confina a nord con il distretto di Carabayllo, a sud con il distretto di El Agustino e con il distretto di Lima; a ovest con il distretto di Rímac, il distretto di Independencia e con il Distretto di Comas; e ad est con il distretto di Lurigancho e con la provincia di Huarochirí.

## Sindaco (alcalde)
- Alex Gonzáles Castillo (2019-2022) - di PP.
- Carlos José Burgos Horna (2011-2014) - di PPC.

### Evoluzione demografica
Superficie e popolazione: 131,25 km² e una popolazione stimata nel 2007 in 898 443 persone, di cui il 52% donne e il 48% uomini.

### Festività religiosa
- Giugno: Sacro Cuore di Gesù
- Novembre: Signore dei Miracoli